# رقصة الظلال السعيدة
رقصة الأرواح السعيدة: خمس عشرة قصة قصيرة(العنوان الأصلي: Dance of the Happy Shades، 1968) هي أول مجموعة قصصية لأليس مونرو . تدور هذه المجموعة حول تجارب النضوج واكتشاف الذات وسط ظروف حياتية صعبة وغير مواتية.
نال العمل إشادة واسعة من النقاد، وفاز سنة 1968 بأرقى جائزة أدبية في كندا، وهي "جائزة الحاكم العام للأدب" في فئة الرواية. صدرت الترجمة الألمانية للمجموعة، التي أنجزتها هايدي تسرنينغ، لأول مرة سنة 2010 عن دار دورلمان للنشر في زيورخ، في طبعة من 378 صفحة مرفقة برسوم توضيحية. وفي سنة 2013، نُشرت الطبعة الثانية في شكل إصدار مرخّص عن دار "إس. فيشر" في فرانكفورت
تدور أحداث القصص القصيرة الخمس عشرة التي يتضمنها الكتاب في الفترة ما بين ثلاثينيات وخمسينيات القرن العشرين. وتُروى معظمها من منظور فتيات وشابات يتميّزن بالواقعية وقوة الملاحظة. الحقائق البسيطة والمباشرة سرعان ما تتكشّف عن تناقضات قاسية، تجعل العالم يبدو غامضًا ومفعمًا بواقعيات حياتية هشّة. تجري معظم القصص في سياق الحياة اليومية ضمن بيئات تتسم بالضيق الإقليمي والاقتصادي، إلا أنه حين تطرأ تغييرات مفاجئة على مجرى الحياة، تنشأ أحيانًا مساحات من الحرية.
في القصة الأولى، "راعي بقر ووكر براذرز"، تُروى أجزاء من الحكاية دون أن تُقال صراحة، كما تشير جوديث ماكلين ميلر في تحليلها (2002). فهناك لحظات من الصمت التأملي تبدو كأنها فترات توقف ذات دلالة. وفي هذا الصمت تكمن تلميحات إلى الخيانة أو على الأقل إلى شعور بعدم الرضا. تتناول القصة الكيفية التي يتم بها عدم البوح بشيء ما، أي الطريقة التي يُحجَب بها الكلام.

## الأعمال المضمنة
- رعاة البقر من الأخوة ووكر (رعاة البقر من الأخوة ووكر)، ص 7
- البيوت اللامعة، ص 37
- الصور، ص 57
- شكرًا على الرحلة، ص 81
- المكتب، ص 105
- جرعة شفاء صغيرة، ص 131
- زمن الموت، ص 155
- يوم الفراشة، ص 173

عندما توقفت مايرا، الطفلة المنعزلة في الفصل، عن الحضور إلى المدرسة بسبب مرضها، أصبحت فجأة محل اهتمام زميلاتها. نُظِّم لها زيارة إلى المستشفى قُدّمت خلالها الهدايا، وقدمت هذه الزيارة على أنها احتفال مبكر بعيد ميلادها. وعندما اعترضت مايرا قائلة إن عيد ميلادها في شهر يوليو، تجاهلت المعلمة ملاحظتها، وهي نفس المعلمة التي كانت قد طلبت من التلميذات قبل فترة أن يحاولن التعامل مع مايرا بلطف أكبر. هيلين، الراوية بصيغة المتكلم، استجابت لتلك الدعوة وجربت في طريقها إلى المدرسة كيف سيكون الشعور إذا بادرت بالتقرب من مايرا. وقد عرضت عليها شيئًا من حلوى مخبأة في علبة بسكويت، كانت تحتوي أيضًا على قطعة حُلي صغيرة على شكل فراشة، قدمتها لها كهدية. بعد ذلك، لم تعد مايرا إلى الفصل، سواء في ذلك الأسبوع أو بعده. وعندما انتهت زيارة الفصل للمستشفى وغادرت الطالبات الغرفة، نادَت مايرا على هيلين وطلبت منها أن تأخذ بعض الهدايا الكثيرة التي تلقتها. تجدر الإشارة إلى أن القصة نُشرت في البداية عام 1956 تحت عنوان "وداعًا مايرا" .
- الأولاد والبنات ، ص 191
- بطاقة بريدية، ص 221
- الفستان الأحمر، ص 253
- بعد ظهر يوم الأحد، ص 277
- رحلة إلى الساحل، ص 295
- سلام أوتريخت، ص 323
- رقصة الظلال السعيدة، ص 359

## الأدب
- جوديث ماكلين ميلر، تفكيك الصمت: لغز أليس مونرو، في: مجلة أنتيجونيش ريفيو ، 129 (2002)، ص 43-52. (إلى "الأخوة ووكر كاوبوي")

- أليس مونرو: رقصة الظلال السعيدة ، mookseandgripes.com . سلسلة قراءات حول أعمال مجلد رقصة الظلال السعيدة ، باللغة الإنجليزية، من 1 فبراير 2013 إلى 11 نوفمبر 2014. ركض في أبريل 2013.